# 西米澤站
西米澤站（日语：／ Nishi-Yonezawa eki */?）是位於山形縣米澤市直江町4番92號，東日本旅客鐵道（JR東日本）的米坂線車站。

## 歷史
- 1926年（大正15年）9月28日：米坂線米澤至今泉之間開通，此站啟用。
- 1982年（昭和57年）11月15日：成為簡易委託車站。交會設備（前下行線）撤走[1]。
- 1987年（昭和62年）4月1日：伴隨國鐵分割民營化，車站由東日本旅客鐵道（JR東日本）營運。
- 1993年（平成5年）：成為無人車站。
- 2014年（平成26年）3月29日：車站大樓重建完成[2][3]。

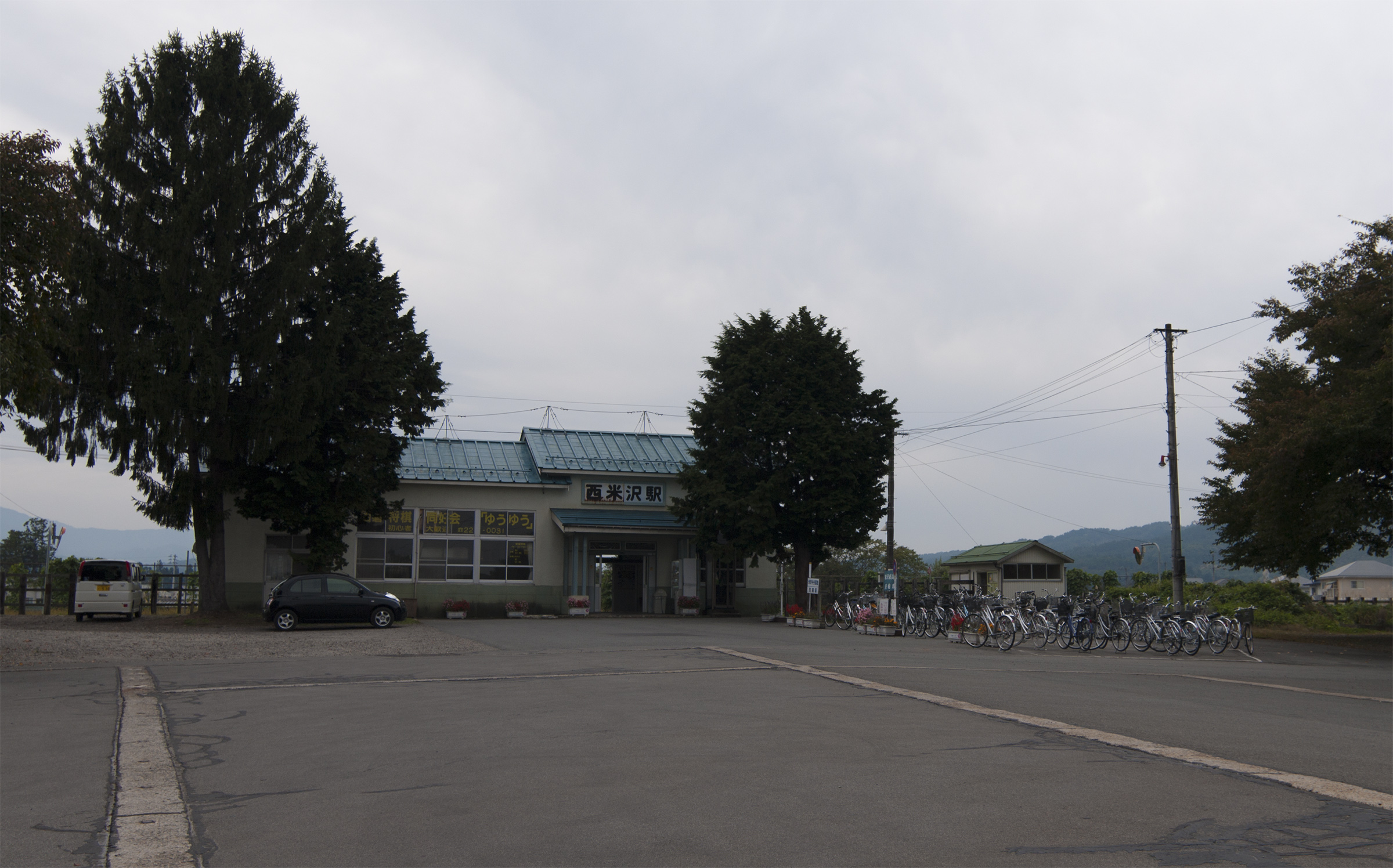
前車站大樓
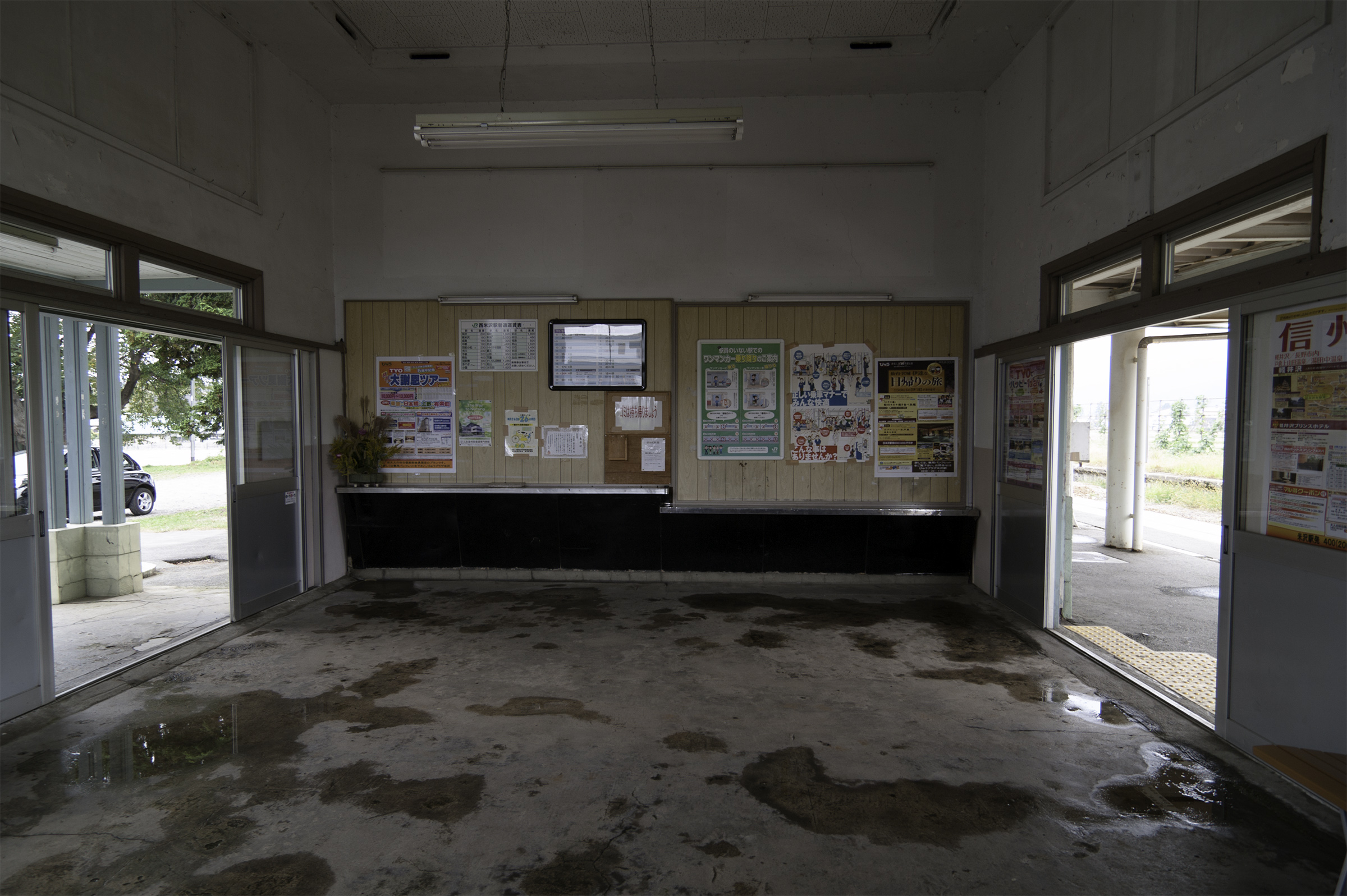
前車站大樓內

## 車站構造
車站是一座地面車站，設有1面1線的單式月台。此站曾經設有2面2線的相對式月台，可進行列車交會。
此站是由米澤站管理的無人車站。在1993年，中止簡易委託後，由於合約的關係Kiosk還繼續還在營業。

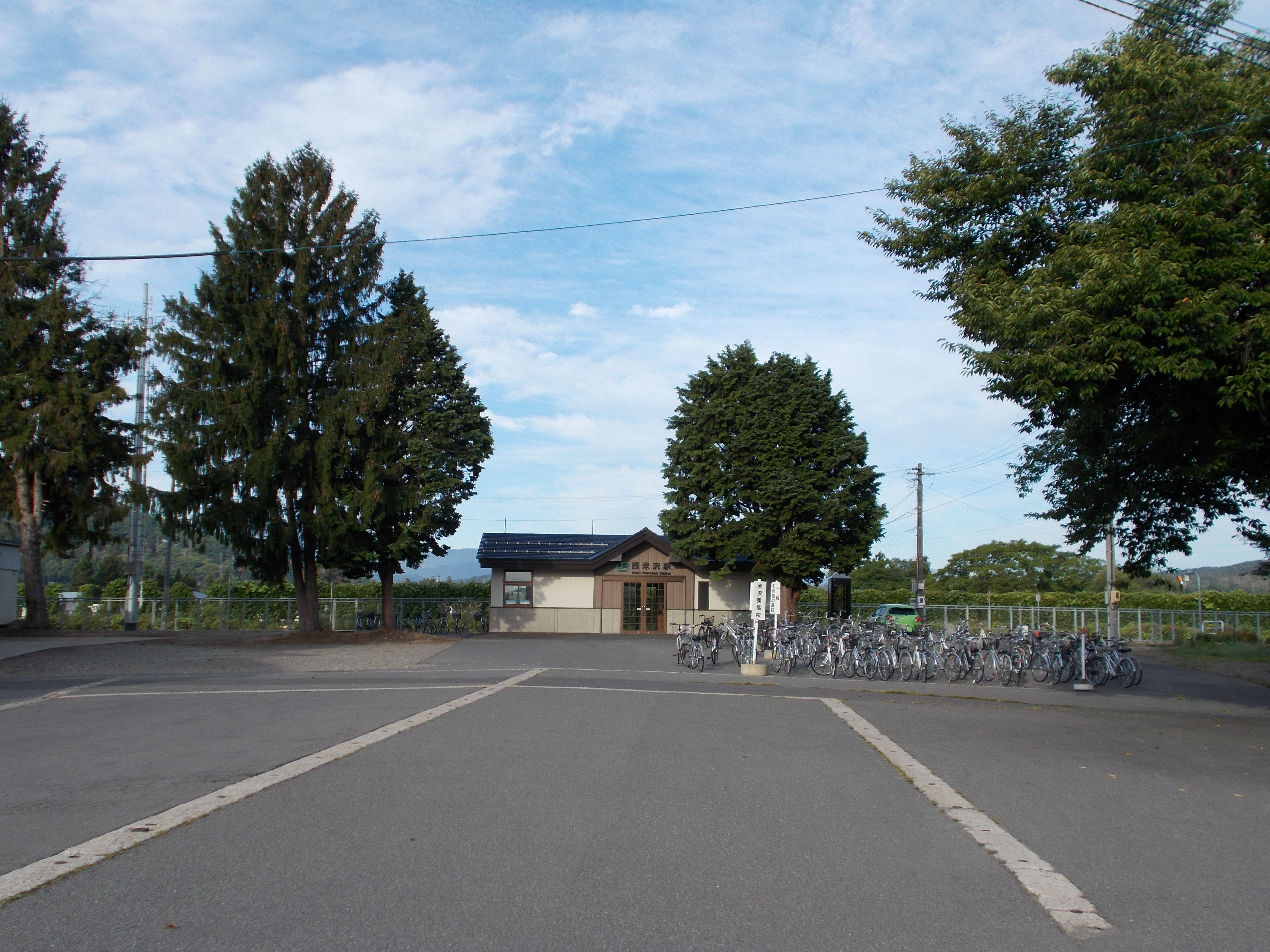
遠景（2018年8月）
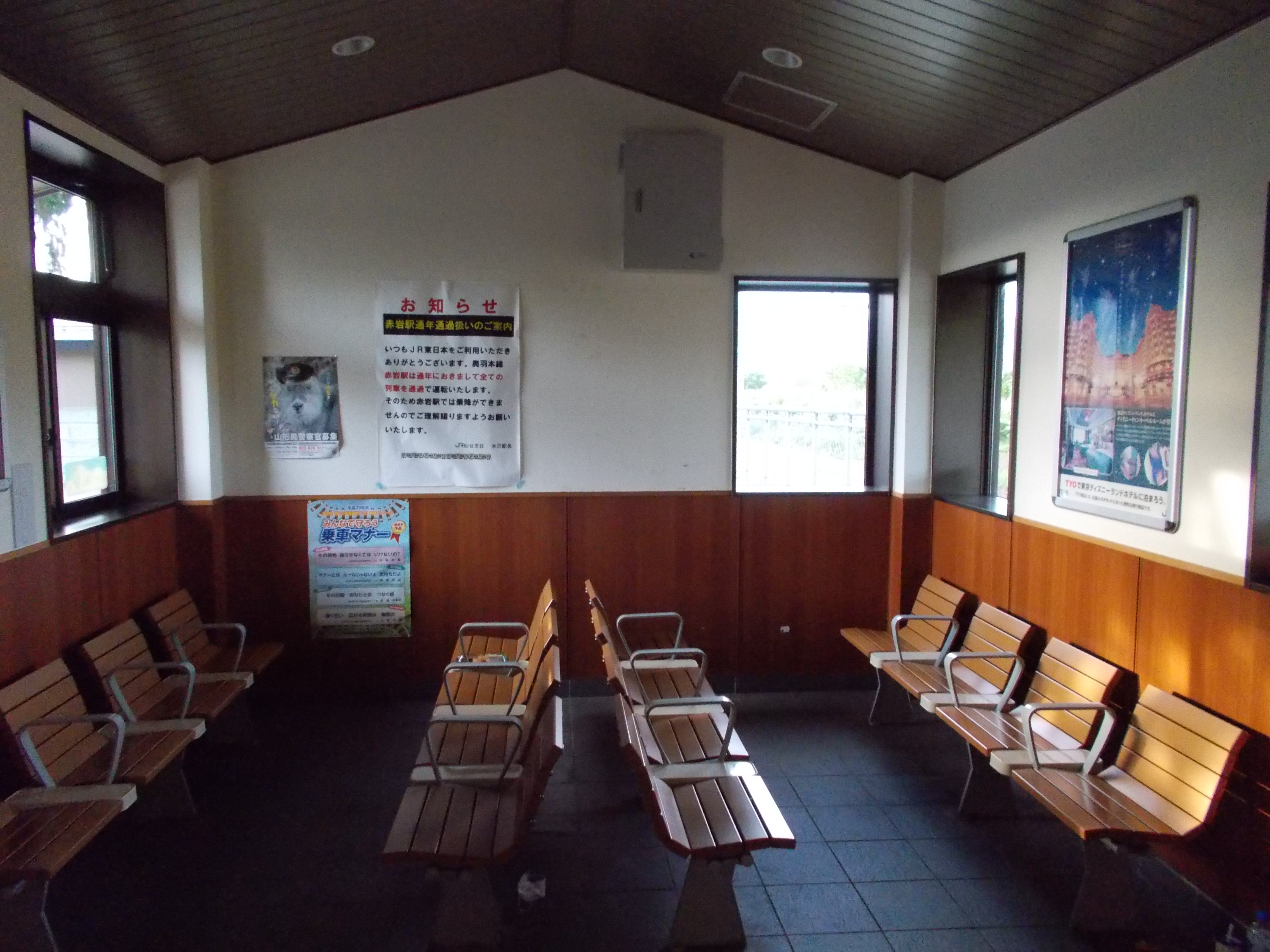
車站大樓內候車室（2018年8月）
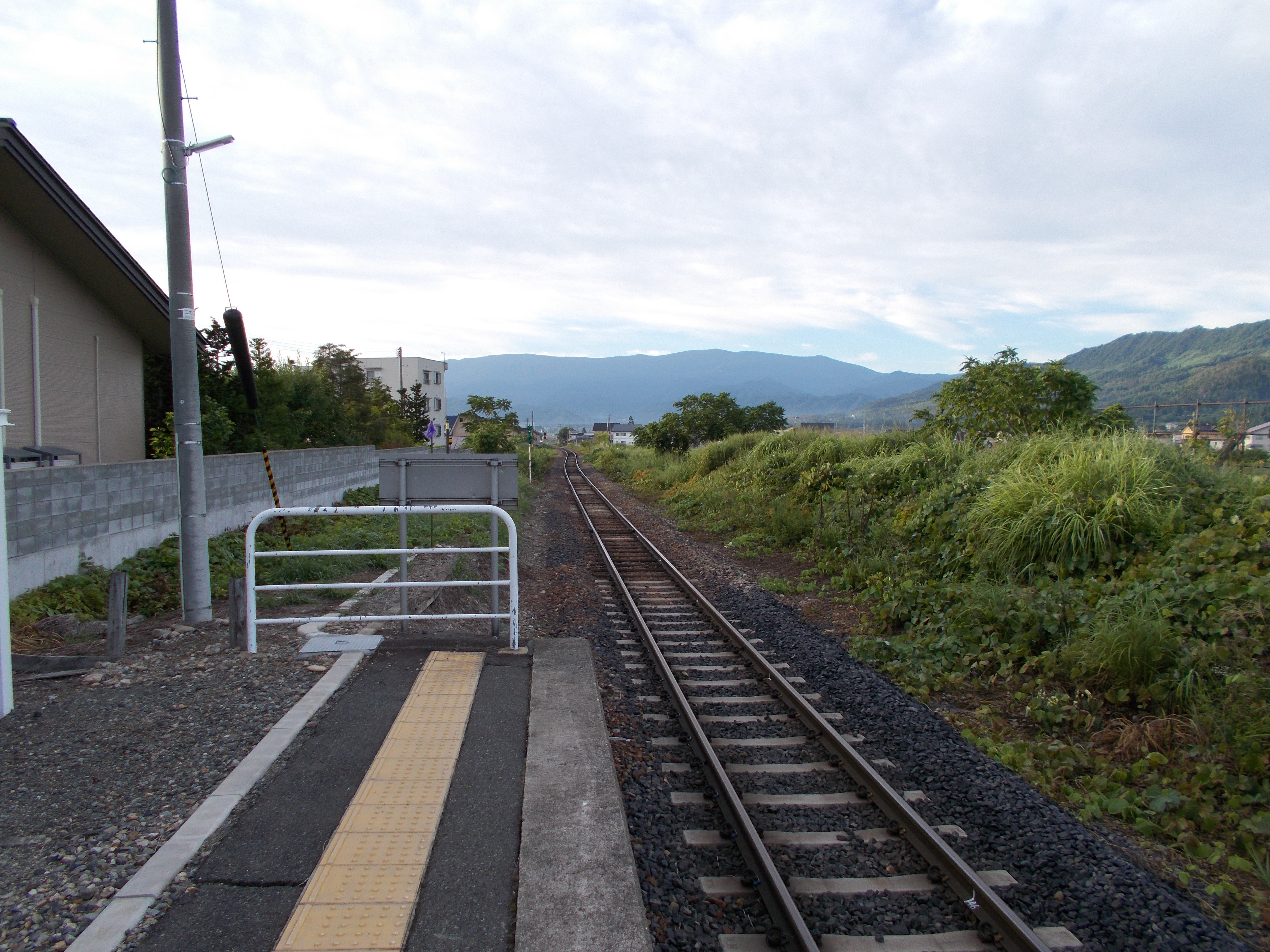
從月台望向南米澤方向（2018年8月）
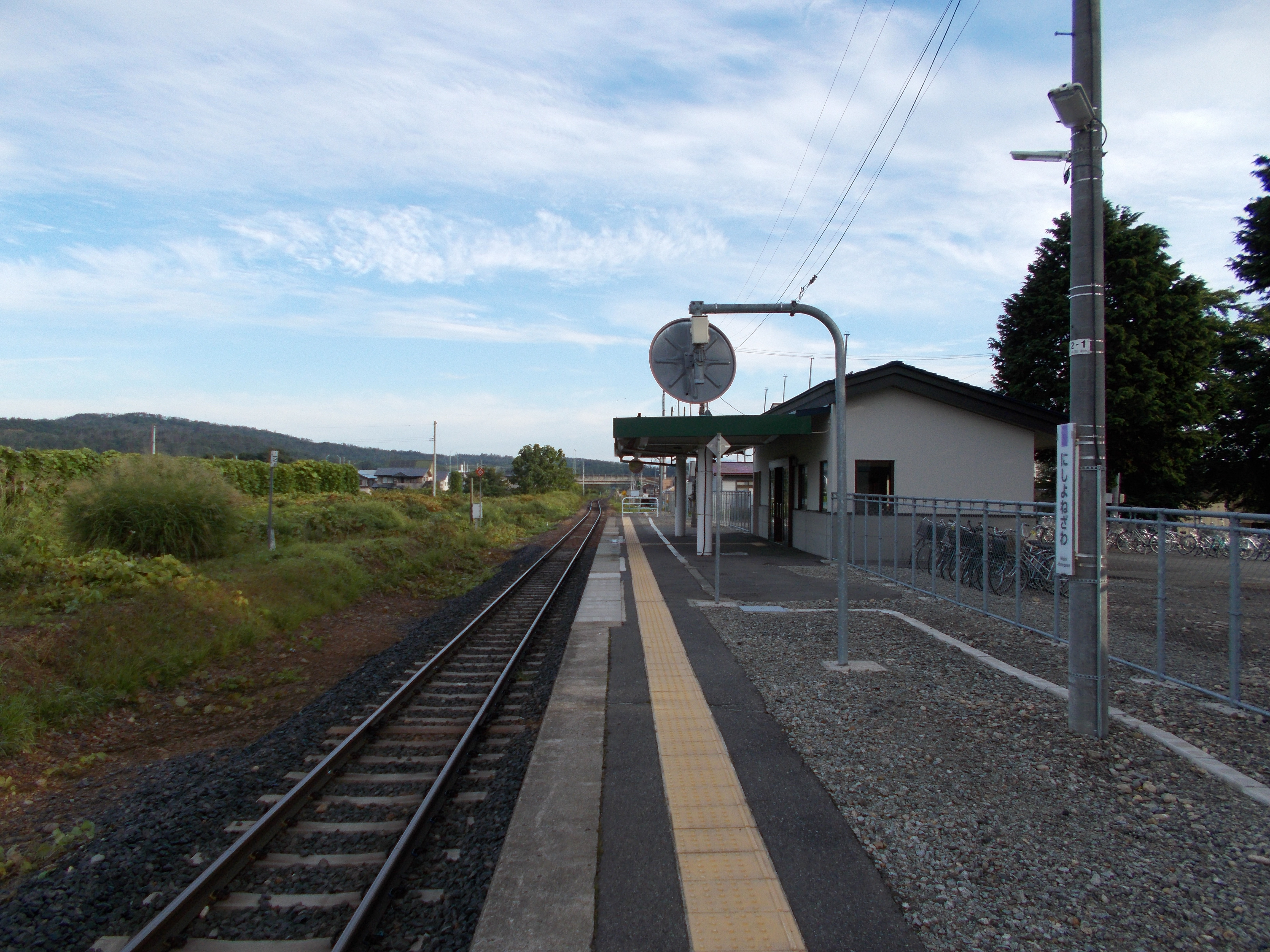
從月台望向島方向（2018年8月）

## 使用狀況
根據「山形縣」的資料，在2004年度1日平均乘車人次為245人。
| 乘車人次變化 | 乘車人次變化 |
| 年度         | 1日平均人次  |
| ------------ | ------------ |
| 2000         | 220          |
| 2001         | 192          |
| 2002         | 203          |
| 2003         | 220          |
| 2004         | 245          |

## 車站周邊
- 山形黠道153號西米澤停車場線
- 法音寺（日语：法音寺 (米沢市)）
- 米澤藩主上杉家墓所（日语：上杉家廟所）
- 米澤市立西部小學

## 相鄰車站
東日本旅客鐵道（JR東日本）
■米坂線
□快速「紅花」、■普通
南米澤－西米澤－成島

## 注腳
1. 1 2  宮脇俊三 (编). . 原田勝正. 小學館. 1984-2: 70. ISBN 978-4093951036 （日语）.
2. ↑  山形県のJR西米沢駅・羽前小松駅・古口駅、山形DC開催に合わせ駅舎建替え （页面存档备份，存于）（日語） - 2013年11月14日 Mynavi News
3. ↑  西米沢駅の新駅舎、完成セレモニー　斜平山など景観と調和 （页面存档备份，存于）（日語） - 2014年3月30日 山形新聞（2014年4月6日參閲）
4. ↑  『山形県の鉄道輸送』平成26年度版 - 山形県 （页面存档备份，存于）（日語）

## 外部連結
- 車站資訊（西米澤）：東日本旅客鐵道（日語）